# Acteocina lepta
Acteocina lepta är en snäckart som beskrevs av Woodring 1928. Acteocina lepta ingår i släktet Acteocina och familjen Cylichnidae. Inga underarter finns listade i Catalogue of Life.